# Almusafes (bocadillo)
El almusafes (Almussafes en valenciano), llamado así por la localidad de Almusafes, es un bocadillo típico de la Comunidad Valenciana, España. 

## Características
Para su realización se unta el pan con sobrasada (un embutido crudo curado, hecho a partir de carnes seleccionadas de cerdo), se añade cebolla pochada y queso para a continuación tostarlo hasta que la grasa de la sobrasada impregne el pan y el queso posteriormente se funda.

## Variedades
Existen diversas versiones de almusafes a las que se le añaden jamón o tocino. Asimismo, este bocadillo puede prepararse como tosta, un emparedado abierto o sándwich abierto.